# 49er
49er er en tomandsjolle og en af de hurtigste blandt dem, der anvendes til sejlsport. Bådtypen har været på det olympiske program siden sommer-OL 2000 i Sydney.
49eren er 4,99 m lang og 2,743 m bred med de såkaldte vinger (1,752 m bred uden vinger). Masthøjden er på 8,5 m, og båden vejer 94 kg. Derudover kommer vægten af masten oveni når båden er samlet. Den har et storsejl på 16,1 m², en fok på 5,1 m² samt en asymmetrisk spiler på 38 m² fastgjort til bovsprydet.
Bådtypen er konstrueret i Australien af Julian Bethwaite, der blandt andet udtænkte den store asymmetriske spiler, som muliggør hastigheder på vandet på op til 50 km/t. Det er en teknisk krævende jolle, der kræver, at sejlerne står i trapez, når der er svag vind
Besætningen består af to sejlere: Rorsmanden og gasten. Bådtypen appellerer ofte til yngre sejlere, der har OL-ambitioner. Danskerne Jonas Warrer og Martin Kirketerp deltog i 49er under sommer-OL 2008 og vandt guld. 

## 49erFX
Jollen findes også i en anden variant for damer, 49erFX, der er rigget lidt anderledes op.

## Fodnoter
1. ↑  49ER Arkiveret 12. december 2019 hos  Wayback Machine på sejlsport.dk
2. ↑  "Den danske 49'er har vundet guld" Arkiveret 19. november 2009 hos  Wayback Machine, dr.dk, 18. august 2008